# Mamoru Takuma
Mamoru Takuma (em japonês: 宅間 守, Takuma Mamoru; Itami, 23 de novembro de 1963 – Prefeitura de Osaka, 14 de setembro de 2004) foi um zelador japonês que cometeu assassinato em massa de oito pessoas e feriu outras quinze no massacre na escola primária de Ikeda, em 2001. Antes desse acontecimento, ele havia sido condenado e preso por estupro.

## Vida pregressa
Mamoru Takuma nasceu em Itami, prefeitura de Hyogo, Japão. Quando menino, ele costumava atear fogo em gatos. Durante o segundo ano do ensino secundário, Takuma teria atacado um professor e fugido de casa por vários meses. Ele também teria entrado num confronto físico com seu pai, que tentou procurar ajuda psiquiátrica para ele como resultado. Depois que o hospital se recusou, seu pai o deserdou. Takuma entrou para a Força Aérea de Autodefesa do Japão, mas foi liberado devido a ter relações sexuais com uma pessoa menor de idade. Em 1984, Takuma e sua mãe deixaram a casa de sua família e compraram um apartamento, deixando seu irmão mais velho e seu o pai sozinhos. Eles viveram juntos por um ano e meio, até que seu pai voltou para sua esposa.

## Massacre
Em 8 de junho de 2001, no dia de sua audiência do caso de assalto, Takuma iniciou um violento homicídio em massa na escola primária de Ikeda. Ele foi derrubado pela equipe em poucos minutos e descrito como estando num estado extremamente confuso quando preso, primeiro repetindo "Eu fui para a escola primária" e depois dizendo "Eu fui para a estação de trem e esfaqueei 100 pessoas com minha faca. Eu não fui para a escola primária.
Takuma também afirmou:
「何もかも嫌になった。何回も自殺を図ったが死にきれない。捕まえて死刑にしてほしかった。」
"Eu fiquei enojado com tudo. Eu tentei me matar várias vezes, mas não consegui. Eu queria ser pego e receber uma sentença de morte."
Takuma também odiava crianças "de elite", que frequentavam a escola que ele atacou.

## Julgamento e morte
Os advogados de Takuma argumentaram que ele estava sofrendo de insanidade temporária no momento do ataque, mas o psiquiatra que inicialmente diagnosticou Takuma como esquizofrênico disse à corte que determinou posteriormente que Takuma tinha um transtorno de personalidade paranoide. Em 28 de agosto de 2003, Takuma foi considerado culpado de múltiplas acusações de assassinato e condenado à morte. Takuma permaneceu impenitente, recusando-se a pedir desculpas às famílias das vítimas, e pediu apenas que a sentença fosse cumprida o mais rápido possível. Sua declaração foi: "Eu deveria ter usado gasolina, então eu poderia ter matado mais do que eu matei". No último dia do julgamento, Takuma ainda não expressou culpa ou remorso. Ele continuou a insultar as famílias das vítimas até o juiz removê-lo. A sentença foi levada a cabo extraordinariamente rápida pelos padrões japoneses (os prisioneiros condenados no Japão costumam passar muitos anos no corredor da morte), e Takuma foi enforcado apenas um ano depois, em 14 de setembro de 2004.